# Getting Over It with Bennett Foddy
《Getting Over It with Bennett Foddy》는 QWOP의 제작자인 Bennett Foddy가 개발한 비디오 게임이다. 대한민국에서는 일명 '항아리 게임'으로 잘 알려져 있다. 이 게임은 2017년 10월, Humble Monthly의 일부로 2017년 10월 6일에 발매되었다. Steam 버전의 게임은 2017년 12월 7일에 출시되었다.

## 게임 플레이
플레이어는 가파른 산을 오르기 위해 마우스를 사용하여 남자의 상체와 슬레지 해머를 움직인다. 주인공 남자는 하체가 항아리 안에 있기 때문에 하체를 아예 사용할 수 없으며 오직 슬레지 해머만으로 움직여야만 한다. 이 게임은 2004년 출시된 체코의 비디오 게임 디자이너 Jazzuo가 발표한 비슷한 게임인 Sexy Hiking에서 영감을 얻어 제작되었다. 간단하지만 게임의 난이도가 매우 높고 산의 정상에 도달했을 때의 성취감이 다른 게임들보다 크기 때문에  유튜버들 사이에서 흥행하게 되었다. 이 게임을 여러번 깨다 보면 항아리가 점점 황금색으로 변하는 이스터에그를 찾을 수 있다.